# Ivan Privalov
Ivan Privalov (rus: Иван Иванович Привалов)  (Nijni Lomov, 30 de gener de 1891 (Julià) - Moscou, 13 de juliol de 1941) va ser un matemàtic soviètic.

## Vida i obra
Privalov va fer els estudis secundaris a Nijni Nóvgorod fins al 1909, any en el qual va ingressar a la universitat de Moscou on va ser deixeble de Dmitri Iegórov i Nikolai Luzin. Es va graduar en matemàtiques el 1913 i el 1917 va ser nomenat professor de la universitat estatal de Saratov, en la qual va romandre fins al 1922 en que va retornar a Moscou com a professor a la universitat i a l'acadèmia de la força aèria.

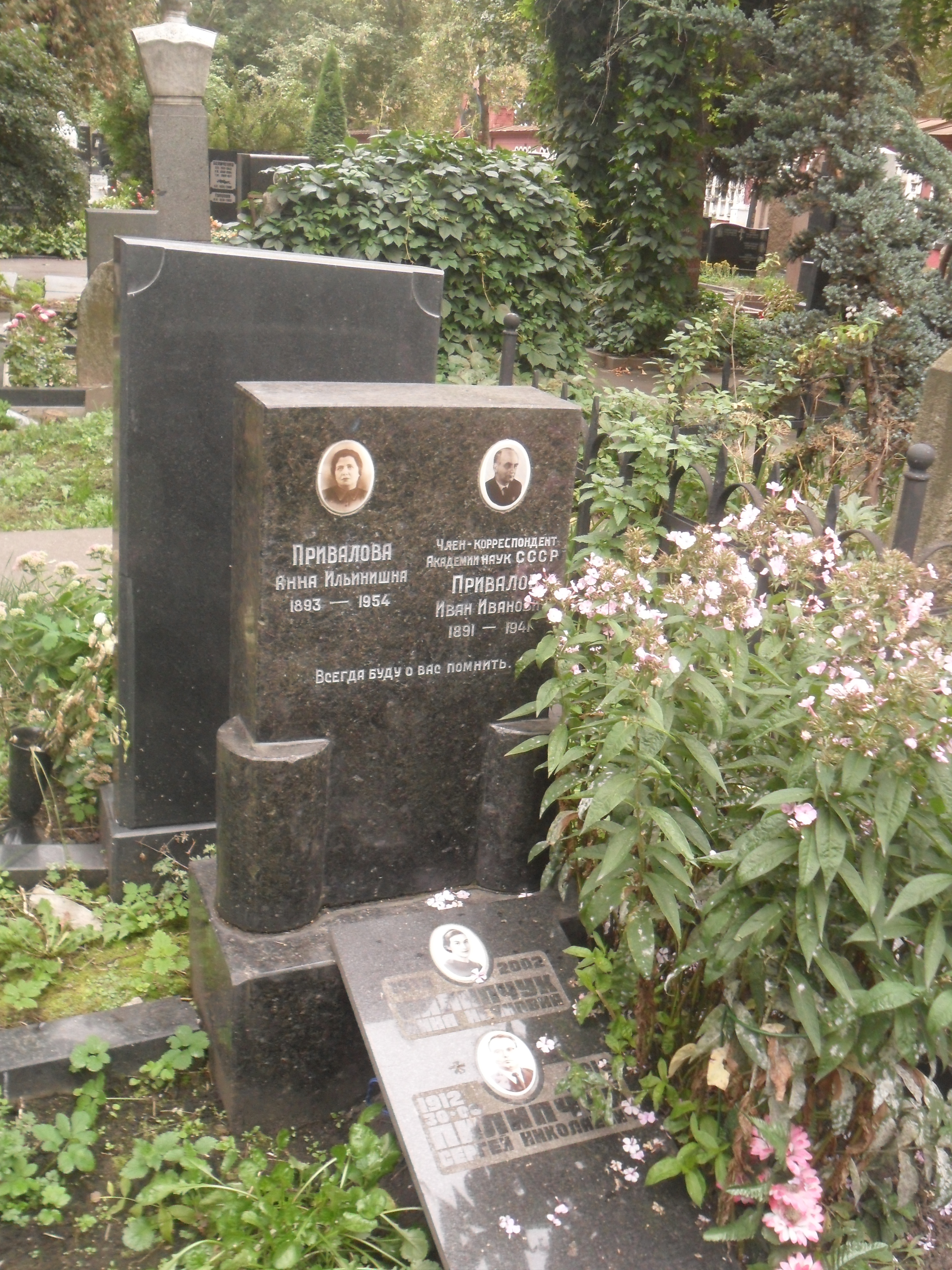
Tomba de Privalov a Moscou

Els dos darrers anys de la seva vida va patir una greu malaltia mental, agreujada per la guerra mundial. Va morir a Moscou el 1941.
L'obra de Privalov va versar, principalment, sobre la teoria de les funcions de variable complexa. Va publicar diversos articles sobre el tema, tan ell sol com conjuntament amb Luzin. A partir de 1934 es va concentrar en l'estudi de les funcions subharmòniques.
Privalov va publicar una vuitantena de treballs científics (en rus, en francès i en alemany). Entre ells destaquen uns quants llibres de text, entre els quals cal ressenyar el de geometria analítica de 1939, Аналитическая геометрия, que va ser objecte de nombroses reedicions.